# 四甲尿酸
四甲尿酸（Theacrine）全名是1,3,7,9-四甲基尿酸，是由古布阿蘇及茶树葉子上提煉的生物鹼。四甲尿酸有抗炎性及镇痛的效果，其結構類似咖啡因，也會以類似的方式影響腺苷的信号。一般認為在茶葉上，四甲尿酸是由三步驟的路徑，由咖啡因所合成。

## 結構類似咖啡因
四甲尿酸很類似咖啡因，差異只有一個酮基，以及在9-碳上的甲基基團。

## 安全性
临床实验显示，健康人类可以每日安全服用 300 mg 四甲尿酸持续 8 周，且不会产生习惯。实验中未发现四甲尿酸具有咖啡因等其他兴奋剂的快速耐受现象。
在动物实验中，四甲尿酸的LD50为 810 mg/kg，高于咖啡因的 265 mg/kg。